# Желток

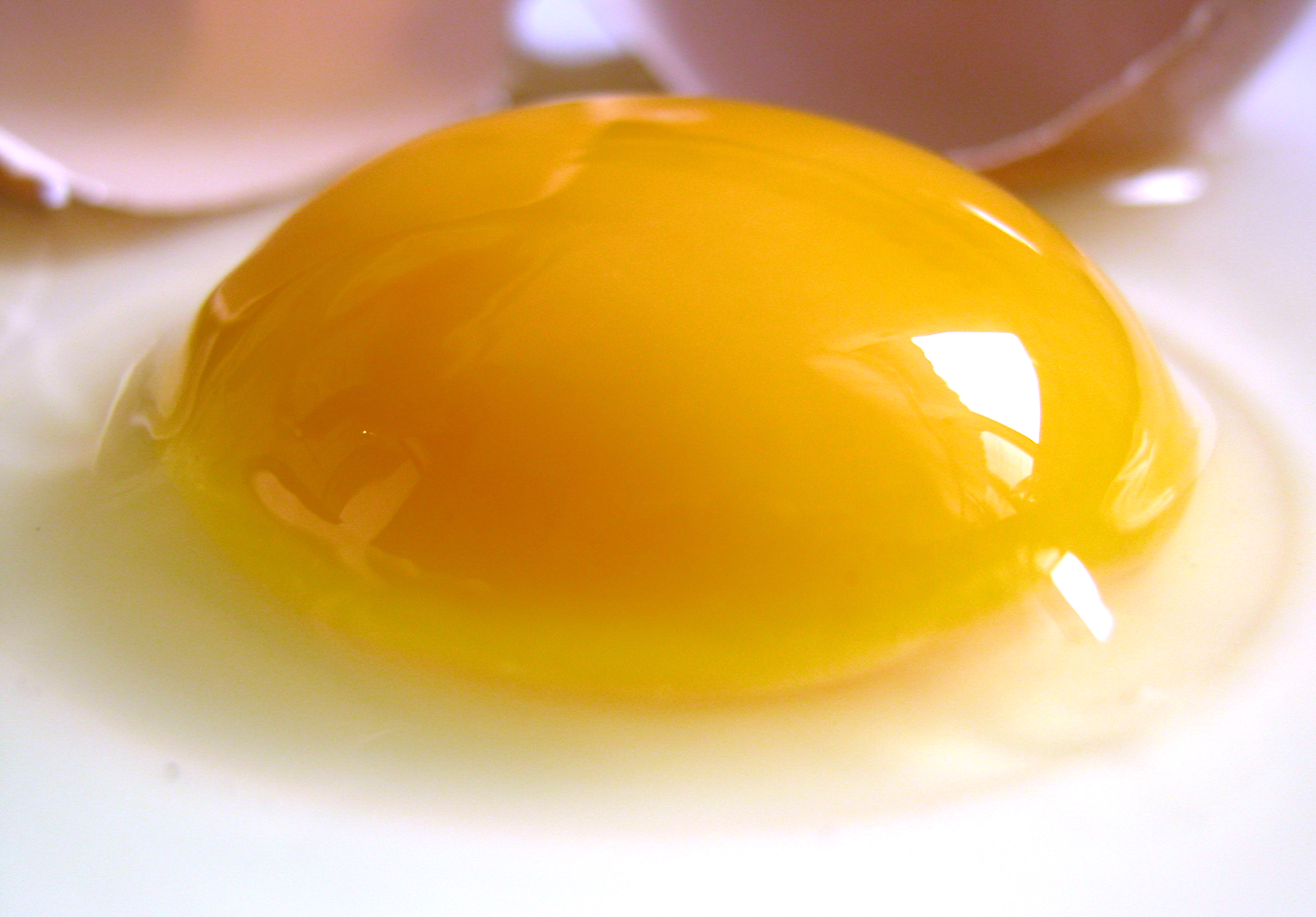
Желток, окружённый яичным белком

Желто́к — дейтоплазма, питательные вещества, накапливающиеся в яйцеклетке животных и человека в виде зёрен или пластинок, которые иногда сливаются в сплошную желточную массу (у насекомых, костистых рыб, птиц и др.). Желток обнаружен в яйцеклетках всех животных и человека, но его количество и распределение значительно варьируются. В яйцах с малым количеством желтка желточные зёрна распределяются в цитоплазме равномерно (изолецитальные яйца). В яйцах с большим количеством желтка желточные зёрна скапливаются либо в вегетативной части яйца (телолецитальные яйца), либо в центральной части цитоплазмы — вокруг ядра (центролецитальные яйца). От количества и распределения желтка зависит тип дробления яиц. По химической природе различают три главных разновидности желтка: белковый, жировой и углеводный, однако у большинства животных зёрна желтка имеют сложный химический состав и содержат белки, жиры, углеводы, рибонуклеиновую кислоту, пигменты и минеральные вещества. Например, в завершившем рост курином яйце желток содержит 23 % нейтрального жира, 16 % белка, 11 % фосфолипидов, 1,5 % холестерина и 3 % минеральных веществ. В синтезе и накоплении желтка принимают участие различные органоиды яйцеклетки: комплекс Гольджи, эндоплазматическая сеть, митохондрии.
У многих животных белковый компонент желтка синтезируется вне яичника и поступает в растущую яйцеклетку путём пиноцитоза. У некоторых беспозвоночных животных желток может накапливаться также в специальных клетках яичника — желточных клетках, за счёт которых питается развивающийся зародыш.